# WrestleMania 22
WrestleMania 22 – 22. edycja WrestleManii, która odbyła się 2 kwietnia 2006 roku na Allstate Arena w Chicago.

## Wyniki walk
| #    | Mecz                                                                                            | Rodzaj meczu                                         | Czas  | Zwycięzca               |
| ---- | ----------------------------------------------------------------------------------------------- | ---------------------------------------------------- | ----- | ----------------------- |
| Dark | Viscera wygrywa Battle Royal poprzez wyeliminowanie Snitsky'ego                                 | 18-man Interpromotional battle royal                 | 09:00 | Viscera                 |
| 1    | Kane & Big Show (c) vs. Carlito & Chris Masters                                                 | Tag Team match + WWE World Tag Team Championship     | 06:41 | Kane & Big Show         |
| 2    | Rob Van Dam vs. Shelton Benjamin vs. Ric Flair vs. Dave Finlay vs. Matt Hardy vs. Bobby Lashley | Money in the bank ladder match                       | 12:21 | Rob Van Dam             |
| 3    | John "Bradshaw" Layfield (oraz Jillian Hall) vs. Chris Benoit (c)                               | Singles match + WWE United States Championship       | 09:44 | JBL (oraz Jillian Hall) |
| 4    | Edge (oraz Lita) vs. Mick Foley                                                                 | Hardcore match                                       | 14:37 | Edge (oraz Lita)        |
| 5    | The Boogeyman vs. Booker T & Sharmell                                                           | Handicap match                                       | 03:52 | The Boogeyman           |
| 6    | Mickie James vs. Trish Stratus (c)                                                              | Singles match + WWE Women's Championship             | 08:48 | Mickie James            |
| 7    | The Undertaker vs. Mark Henry                                                                   | Casket match                                         | 09:26 | The Undertaker          |
| 8    | Shawn Michaels vs. Vince McMahon                                                                | No Holds Barred match                                | 18:28 | Shawn Michaels          |
| 9    | Rey Mysterio vs. Kurt Angle (c) vs. Randy Orton                                                 | Triple Threat match + World Heavyweight Championship | 09:18 | Rey Mysterio            |
| 10   | Torrie Wilson vs. Candice Michelle                                                              | Playboy Pillow Fight                                 | 03:54 | Torrie Wilson           |
| 11   | John Cena (c) vs. Triple H                                                                      | Singles match + WWE Championship                     | 22:02 | John Cena               |

### Turniej o miano pretendenta o pasWWE Championship
|  |                  |               |               |             |     |           |           |           |  |  |        |        |        |
|  | Runda 1          | Runda 1       | Runda 1       |             |     | Półfinały | Półfinały | Półfinały |  |  | Finały | Finały | Finały |
|  | Runda 1          | Runda 1       | Runda 1       |             |     | Półfinały | Półfinały | Półfinały |  |  | Finały | Finały | Finały |
|  |                  |               |               |             |     |           |           |           |  |  |        |        |        |
|  |                  |               |               |             |     |           |           |           |  |  |        |        |        |
|  | Big Show         | Big Show      | Pin           |             |     |           |           |           |  |  |        |        |        |
|  | Big Show         | Big Show      | Pin           |             |     |           |           |           |  |  |        |        |        |
|  | Shelton Benjamin |               |               |             |     |           |           |           |  |  |        |        |        |
|  |                  |               | Big Show      | Big Show    | DCO |           |           |           |  |  |        |        |        |
|  |                  |               |               | Big Show    | DCO |           |           |           |  |  |        |        |        |
|  |                  |               | Triple H      | Triple H    | DCO |           |           |           |  |  |        |        |        |
|  | Triple H         | Triple H      | Triple H      | Triple H    | DCO | Pin       |           |           |  |  |        |        |        |
|  | Triple H         | Triple H      |               |             |     |           |           |           |  |  |        |        |        |
|  | Ric Flair        |               |               |             |     |           |           |           |  |  |        |        |        |
|  |                  |               | Big Show      |             |     |           |           |           |  |  |        |        |        |
|  |                  |               |               |             |     |           |           |           |  |  |        |        |        |
|  |                  |               | Triple H      | Triple H    | Pin |           |           |           |  |  |        |        |        |
|  | Chris Masters    | Chris Masters | Triple H      | Triple H    | Pin | Pin       |           |           |  |  |        |        |        |
|  | Chris Masters    | Chris Masters |               |             |     |           |           |           |  |  |        |        |        |
|  | Kane             |               |               |             |     |           |           |           |  |  |        |        |        |
|  |                  |               | Chris Masters |             |     |           |           |           |  |  |        |        |        |
|  |                  |               |               |             |     |           |           |           |  |  |        |        |        |
|  |                  |               | Rob Van Dam   | Rob Van Dam | Pin |           |           |           |  |  |        |        |        |
|  | Rob Van Dam      | Rob Van Dam   | Rob Van Dam   | Rob Van Dam | Pin | Pin       |           |           |  |  |        |        |        |
|  | Rob Van Dam      | Rob Van Dam   |               |             |     |           |           |           |  |  |        |        |        |
|  | Carlito          |               |               |             |     |           |           |           |  |  |        |        |        |
|  |                  |               |               |             |     |           |           |           |  |  |        |        |        |

#### Legenda
Pin = Pinfall
DCO = Double CountOut